# خانه منوچهری
خانه منوچهری یک خانه تاریخی در محلهٔ محتشم کاشان در ایران است، و در حال حاضر به عنوان یک هتل استفاده می‌شود. معماری اصلی آن به سلسله صفویه بازمی‌گردد. خانه منوچهری با زلزله سال ۱۷۷۸ میلادی تا حدودی خراب شد و در دوره قاجار بازسازی شده است. در سال ۱۳۸۶، خانه خریداری شده و به اهتمام ابوالفضل شاهی مرمت و احیا شده و با شماره ۱۹۳۲۷ به ثبت آثار ملی می‌رسد؛ پس از کار بازسازی بین سال‌های ۱۳۸۶ تا ۱۳۸۹، خانه منوچهری به عنوان یک هتل بوتیک افتتاح می‌شود. طراحی داخلی این خانه توسط شهناز نادر اصفهانی انجام شده است. خانه منوچهری در زمره معدود خانه‌هایی است که دارای آب‌انبار بوده و در سال ۲۰۱۶ کاندید جایزه ی معماری آقاخان شده است.